# オットー・ブルンナー
オットー・ブルンナー（Otto Brunner、1898年4月21日 - 1982年6月12日）は、オーストリアの歴史家。専門は中世史。

## 人物
ブルンナーはウィーン近郊のメートリングで生まれたが、早くに父を亡くし、その後は母の実家で育てられた。ウィーン、イーグラウ、ブリュンで教育を受けたのち、第一次世界大戦に従軍。その後、1919年からウィーン大学のオーストリア歴史研究科で、歴史学と地理学を学んだ。
1929年にウィーン大学の私講師、1931年には中世史の員外教授になる。オーストリア歴史研究科科長であったハンス・ヒルシュはブルンナーの研究を高く評価しており、その意向もあり、1940年にヒルシュが死去すると研究科科長の座を引き継いだ。1941年から正教授。
第二次世界大戦中のナチスへの関与から、戦後は一時的退職扱いとなっていたが、1954年にハンブルク大学に教授として招聘され、1960年には同大学の総長をも務めた。1967年に定年退官したのちも、『社会経済史四季報』の編集に関わり、また、ヴェルナー・コンツェとラインハルト・コゼレックとともに大事典『歴史の基本概念』を編纂するなど、精力的な研究を続けた。

## 研究
1939年に公刊され、その後も版を重ねた主著『ラントとヘルシャフト』では、実証的な地域史研究に基づいた新たな中世国制史研究を志し、高い評価を得た。
戦後、ブルンナーはその研究の方向性を更に発展させ、中世から18世紀ごろまでの「古きヨーロッパ」における諸現象の内部構造を解明することを試みた。このコンセプトは、コンツェおよびコゼレックとの共編事典『歴史の基本概念』にも影響している
没後、1990年代後半からは、他の歴史家たちと同様、ブルンナーに対してもナチスへの関与が批判され、その概念やモデルへの影響についても議論の対象となっている。

## その他
ブルンナーの蔵書は、中央大学図書館が買い取り、全4,222点が収蔵されている
。

## 日本語訳のある著作
- 『ヨーロッパ：その歴史と精神』、石井紫郎ほか訳、岩波書店、1974年 ISBN 4-00-002362-4
- 「中世のドイツ諸領国における政治と経済：第19回ドイツ歴史家大会（1937年7月6日、エルフルト）での講演」 、千脇修（訳）、『西洋史論叢』26、2004年、49-64頁 NAID 40006599318
- 『中世ヨーロッパ社会の内部構造』、山本文彦訳、知泉書館、2013年　ISBN 978-4862851567

## 関連文献
- 『中央大学図書館所蔵オットー・ブルンナー文庫目録』中央大学図書館、1986年

0